# Caledonia Reds
Les Caledonia Reds, autrefois connus sous le nom de Caledonia Rugby, ont été une des quatre équipes professionnelles écossaises de rugby à XV avec Édimbourg Rugby, les Glasgow Warriors et les Border Reivers (également dissoute).

## Historique
L'équipe est créée en 1887 en tant que club de district du Nord, devenue district du Nord et Midlands en 1954.
Quand la Coupe d'Europe de rugby à XV est créée en 1996, les dirigeants de la Scottish Rugby Union (SRU) redoutent que les clubs écossais historiques semi professionnels ne puissent rivaliser avec les meilleures équipes françaises et anglaises, et estiment que la création d’équipes régionales, à l’instar de ce que font les Irlandais (Ulster, Munster, Leinster et Connacht) permettrait de mieux ancrer le rugby écossais dans le professionnalisme. Quatre franchises sont lancées, dont les Caledonia Reds basés dans le nord-est à Perth et Aberdeen, région traditionnelle du football écossais où le rugby n'est pas ancré, afin de participer à la Coupe d'Europe de rugby à XV. Elle est la propriété de la fédération écossaise. L'équipe remporte la première édition professionnelle du Championnat inter-district en 1997. Elle reste néanmoins faible en Coupe d'Europe, finissant dernière de poule pour chaque édition disputée, et manque de soutien populaire. 
Très vite, les difficultés financières de la SRU (notamment son énorme dette, due en partie à la rénovation de Murrayfield) entraînent un remaniement. Après deux saisons, la fédération est contrainte de fusionner les quatre équipes existantes pour n’en conserver que deux. En 1998, Glasgow fusionne alors avec les Caledonia Reds, sous le nom de Glasgow Caledonian devenu Glasgow Warriors en 2005.
Les Caledonia Reds continuent toutefois d'exister dans les catégories de jeunes.